# Richard Eric Holttum
Richard Eric Holttum est un botaniste britannique, né le 20 juillet 1895 à Linton, (Cambridgeshire) et mort le 18 septembre 1990 à Londres.

## Biographie
Il naît dans une famille quaker à Linton, où son père dirige l'épicerie du village. Il fait ses études à Saffron Walden (Essex) puis à York. Il entre au St John's College de Cambridge en 1914 mais doit interrompre ses études à cause de la Première Guerre mondiale où il sert comme ambulancier (il reçoit la Croix de guerre). Après la guerre, il reprend ses études et est diplômé en 1920. Il devient en 1922 assistant du directeur du jardin botanique de Singapour Isaac Henry Burkill et se consacre à l’étude des fougères de la péninsule malaise. Il remplace Burkill après sa démission en 1925 mais sa prise de fonction n’est officialisée qu’en 1926.
Il développe la culture des orchidées, commence à organiser des expositions et participe à la création et à la vie de deux sociétés consacrées à la promotion de leur culture. Une médaille portant son nom (la Eric Holttum medal) récompense chaque année la création d’un hybride d’orchidée.
En 1940, ayant besoin de spécialistes de l’horticulture, Holltum, rompant avec l’usage, préfère, aux jardiniers formés aux Jardins botaniques royaux de Kew, embaucher des personnes de la région. Durant l’occupation japonaise, il est placé en résidence surveillée et reçoit l’ordre de continuer à entretenir le jardin. Il se consacre alors à rassembler des éléments pour plusieurs publications qui paraîtront plus tard. Il se retire de ses fonctions en 1949 et devient professeur de botanique au sein de l’université de Singapour qui vient d’être créée. Il retourne en Angleterre en 1954, s’installe à Kew et participe à l’activité scientifique des jardins royaux, notamment en travaillant sur la taxonomie des fougères.

## Distinctions
- médaille linnéenne de la Linnean Society of London.
- médaille Victoria de l'honneur de la Royal Horticultural Society.
- Direction de la British Pteridological Society (en)